# シロウマサイエンス
シロウマサイエンス株式会社は、富山県下新川郡入善町の企業である。
容器の製造を主な事業としているが、全天候型自転車を開発した事でも有名である。

## 本社工場
- 敷地：38,000m2（約11,500坪）
- 工場延床：約23,400m2（約7,100坪）

## 全天候型自転車・AWTT
雨や雪の時でも運転できる自転車として開発され、2004年の東京国際自転車展に出品された。フレームを樹脂製のボディで覆っており、ワイパーや電動アシスト機能も付けられている。ATWWとは、「All Weather Training Type-Tricycle」の略である。